# Premio Estudiantil de la Paz
El Premio Estudiantil de la Paz es otorgado cada dos años a un estudiante o una organización estudiantil que ha hecho una contribución significativa a la creación de la paz y la promoción de los derechos humanos. El premio se otorga en nombre de todos los estudiantes noruegos, y es administrado por el Secretaría del Premio Estudiantil de la Paz en Trondheim, que designa a un comisión de nominaciones nacional con representantes de universidades y colegios en Noruega, así como un Comité de Premio de la Paz que otorga el premio. La ceremonia de entrega tiene lugar durante el Festival Internacional de Estudiantes en Trondheim (ISFiT).

## El Comité
A partir de 2010, el Comité del Premio de la Paz cuenta con nueve miembros, y está compuesto por cuatro representantes de la Unión Nacional de Estudiantes de Noruega (INE), un representante de los estudiantes y académicos del Fondo de Asistencia Internacional (SAIH), y cuatro miembros expertos que no sean estudiantes.
Los miembros del comité de 2011 son, entre otros Ole Danbolt Mjøs, expresidente de la Premio Nobel de la Paz comité, Børge Brende, ministro de Comercio e Industria anterior y actual secretario general de la Cruz Roja Noruega, director de distrito y de prensa en la Corporación de Radiodifusión Noruega(NRK) Gro Holm, Vigdis Lian, jefe de la Noruega de la UNESCO-comisión, el presidente de la Unión Nacional de Estudiantes de Noruega (NSO) Nymoen Ana Karina y el presidente de los Estudiantes y Académicos Fondo de Asistencia Internacional (SAIH), Runar Myrnes Balto.
Miembros anteriores del comité incluyen al ex primer ministro y director de El Centro de Oslo para la Paz y los Derechos Humanos Kjell Magne Bondevik, NUPI y director Jan Egeland, exdirector de la Instituto de Investigación Internacional de la Paz, de Oslo
(PRIO) Stein Tønnesson y el exministro de Asuntos Exteriores y presidente de la Cruz Roja Noruega, Thorvald Stoltenberg.

## Nominaciones
El Comité de Candidaturas acepta nominaciones de todas las partes interesadas. Los nominados tienen que ser un estudiante o una organización estudiantil. El Comité de Candidaturas se compone de estudiantes de diversas universidades y colegios de Noruega.

## El Premio
A partir de 2009, el ganador el premio recibe un premio de 50 000 coronas noruegas (alrededor de € 5000) y es invitado a la ceremonia de premiación durante el Festival Internacional de Estudiantes en Trondheim (ISFiT). El ganador o un representante elegido hacen después un viaje por las ciudades de Noruega que le da una oportunidad de conocer a las organizaciones humanitarias y los políticos prominentes. El dinero del premio se otorga de un fondo independiente que se rige por la Organización de Bienestar Estudiantil en Trondheim.

## Ganadores anteriores del Premio Estudiantil de la Paz
1999 - ETSSC, una organización estudiantil en Ost-Oriental, y Antero Benedito da Silva 

2001 - ABFSU, una organización estudiantil en Birmania, y Min Ko Naing 

2003 - ZINASU, una organización estudiantil en Zimbabue 

2005 - ACEU, una organización estudiantil en Colombia. 

2007 - Charm Tong (25) de Birmania 

2009 - Elkouria «Rabab» Amidane (23) a partir de Sahara Occidental 